# Monasterio de San Benito (Sevilla)
El monasterio de San Benito de Sevilla (Andalucía, España) es el único de la orden de San Benito que hubo en Andalucía entre el siglo XIII y 1835. En la actualidad se conserva la Iglesia de San Benito.

## Historia
Fernando III cedió a los benedictinos el terreno en el que se había colocado su tienda de campaña durante la Reconquista de Sevilla, en 1248. Estos frailes provenían del Monasterio de Santo Domingo de Silos. En 1259 Alfonso X solicitó al abad del monasterio de Santo Domingo que le indicase la ubicación del monasterio y el perímetro que abarcaba, un terreno ubicado a las afueras de la puerta de la Carmona. En esa zona había una antigua mezquita que, a su vez, se encontraba donde estuvo el Monasterio de San Cristóbal o Santa María, de la época visigoda. Según la leyenda, el abad y los monjes fueron ejecutados por los invasores musulmanes en el siglo VIII. Este monasterio tuvo el título de Santa María (tal vez porque este fue el nombre del monasterio de esa leyenda) y Santo Domingo de Silos.
En 1431 se fundó aquí la Cofradía de Nuestro Padre Jesús del Gran Poder y María Santísima del Mayor Dolor y Traspaso. A finales del siglo XV se trasladó al Monasterio de Santiago de la Espada y 1544 se trasladó al Convento de Nuestra Señora del Valle.
En 1725 se fundó aquí la Hermandad de Nuestra Señora de Valvanera, con riojanos, para darle culto a la patrona de esa región. En 1856 se trasladó a la Iglesia de San Alberto. En 1883 se fundó en la Iglesia de San Benito la Hermandad de Nuestra Señora de Valvanera de mujeres, creándose otra de hombres con la misma titular en 1904.
En 1517 el monasterio se desligó de la rama benedictina de Silos y se adhirió a la congregación benedictina fundada en Valladolid en 1390. En el siglo XVI cambió su nombre por el de San Benito a instancia de la devota Leonor de Figueroa Ponce de León. En 1555 le legó todo su patrimonio, a cambio de lo cual tuvo en la iglesia una capilla para sepultura de ella y sus descendientes.
En 1601 la iglesia se derrumbó. Los monjes lo achacaron al mal estado del terreno y se trasladaron en 1602 a unas casas intramuros. No obstante, al par de años los frailes, que vivían en una mayor pobreza en su nueva sede, decidieron regresar a su tradicional emplazamiento. En 1610 se empezó a reconstruir el nuevo templo, que es la actual Iglesia de San Benito.
En 1613 se trasladó aquí el cuerpo de Esteban, uno de los mártires cristianos de Córdoba del año 834, desde el monasterio de San Pedro de Cardeña.
Con la invasión francesa de la ciudad en 1810 el monasterio fue usado como cuartel para las tropas y saqueado. La caja con los restos del mártir Esteban fue trasladada a la Iglesia de San Roque, aunque vacía. Los benedictinos regresaron al mismo en 1815 y tuvieron que invertir sus escasos recursos en la reparación del inmueble. Fue desamortizado en 1835. 
Se conserva la iglesia, que sirve de parroquia. Donde estuvo el convento se construyó una residencia de ancianos de las Hermanas de los Pobres.